# Sigismund, Arhiduce al Austriei
Sigismund, supranumit cel Bogat în monede, (în germană Siegmund der Münzreiche; n. 26 octombrie 1427, Innsbruck – d. 4 martie 1496, Innsbruck) aparținând Casei de Habsburg, a fost arhiduce titular al Austriei și regent al Austriei Superioare (formată din Tirol și Austria Anterioară).
Motto-ul său: „Laudanda est voluntas”.

## Biografie
Sigismund aparține liniei leopoldine a Casei de Habsburg fiind fiul ducelui Frederic al IV-lea și al celei de-a doua soții a sa, Anna de Braunschweig-Lüneburg (1390–1432), fiica ducelui Frederic I de Braunschweig-Wolfenbüttel și a soției lui Anna de Saxonia.
La moartea tatălui său în 1439, Sigismund avea doar doisprezece ani. Frederic al III-lea, care îi era văr, a fost desemnat tutorele său. Pentru extinderea influenței spre vest, Sigimund urma să se căsătorească cu Radegunde, fiica cea mare a regelui francez, Carol al VII-lea, însă ea a murit înainte de căsătorie în 1445. Deoarece Tirolul era o sursă de venit profitabilă pentru Frederic al III-lea, el l-a ținut pe Sigismund practic prizonierul său până când acesta a împlinit 19 ani. Abia atunci când Stările generale din Tirol l-au amenințat cu război, Frederic i-a permis lui Sigismund să plece în Tirol - comitatul pe care îl moștenise de la tatăl său.

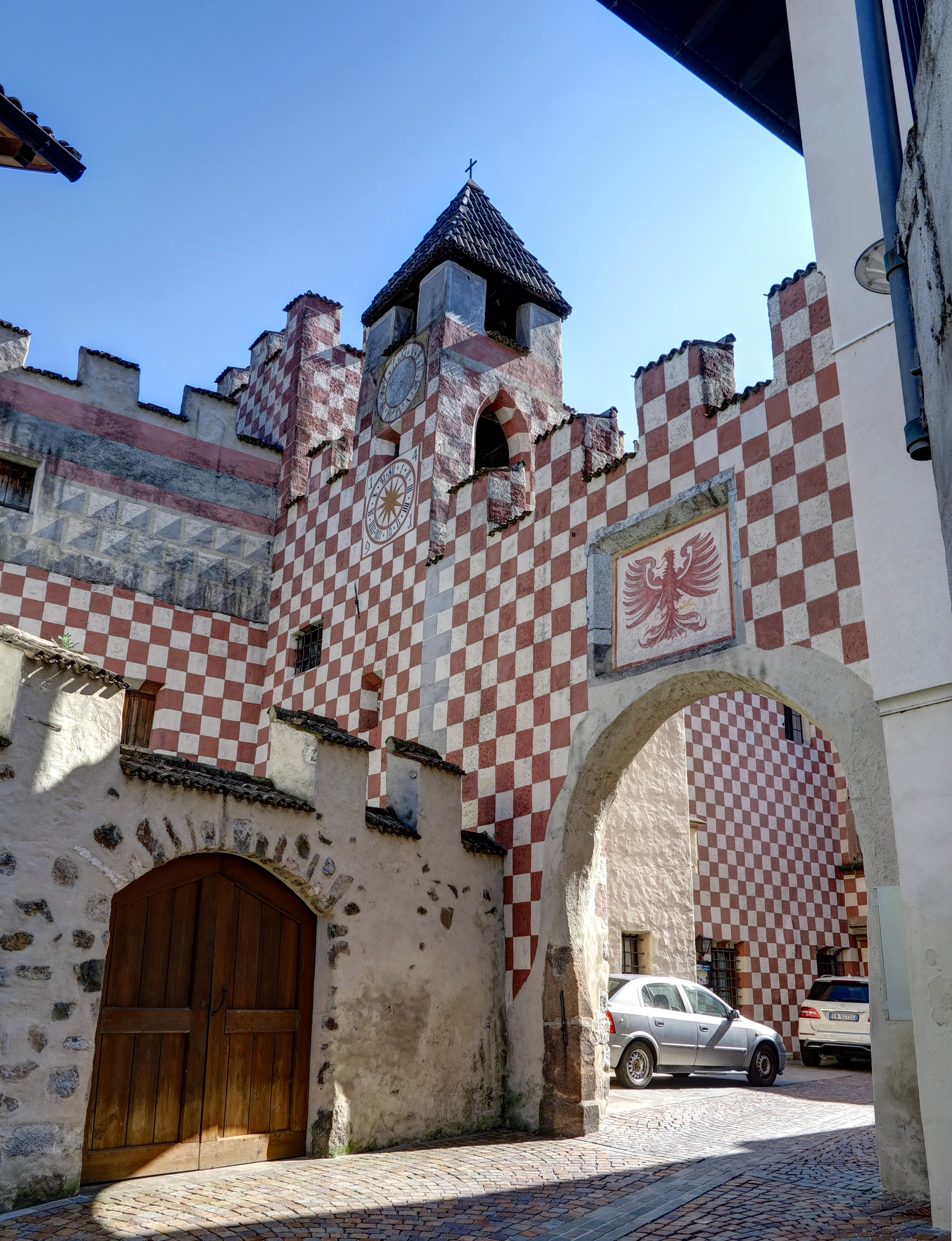
Sub domnia lui Sigismund au fost stabilite puncte vamale în Kollmann lângă Barbian în Tirolul de Sud

În 1446 Sigismund a preluat cârmuirea în Tirol și Austria Anterioară și și-a stabilit reședința la Innsbruck. Până la moartea sa, el s-a aflat în conflict cu Nikolaus Cusanus, episcopul de Brixen pentru stăpânirea domeniilor din văile râurilor Inn și Eisack și din Pustertal. În 1449 Sigismund s-a căsătorit la Innsbruck cu prințesa Eleonora Stuart (1431–1480), fiica regelui Iacob I al Scoției și a soției lui, Ioana Beaufort.

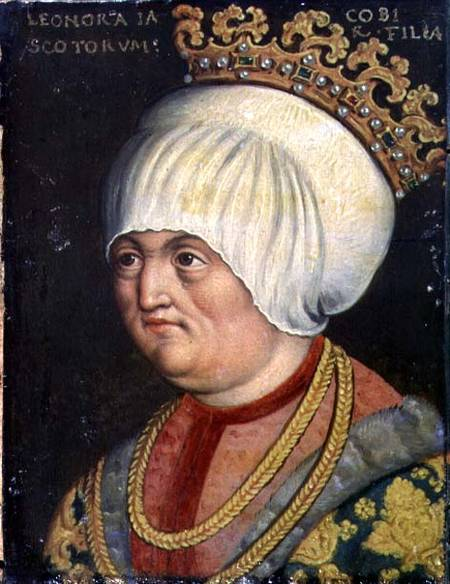
Eleonora Stuart (portret postum de Antoni Boys)

În 1451 a cumpărat jumătate din comitatul Bregenz de la Elisabeta de Hochberg (Hachberg), moștenitoarea lui Wilhelm al VII-lea de Montfort (d. 1422). În 1453 el a adăugat proprietăților sale Tannberg și Mittelberg (Großes Walsertal și Kleines Walsertal) și a numit-o pe soția sa, Eleonore, guvernator. În același an, el a confirmat  episcopului din Augsburg, Peter de Schaumberg, drepturile episcopiei sale asupra posesiunilor lui din valea râurilor Inn și Adige. Pe 10 mai 1458 Sigismund a primit Austria Anterioară de la arhiducele Albert al VI-lea, la care ulterior a renunțat.
Conflictul cu Nikolaus Cusanus, cauzat de probleme de legalitate a proprietăților, a devenit o dispută fundamentală între puterea religioasă și cea laică și a avut consecințe în ceea ce-l privește pe Sigismund care în 1460 a fost excomunicat de Papa Pius al II-lea.

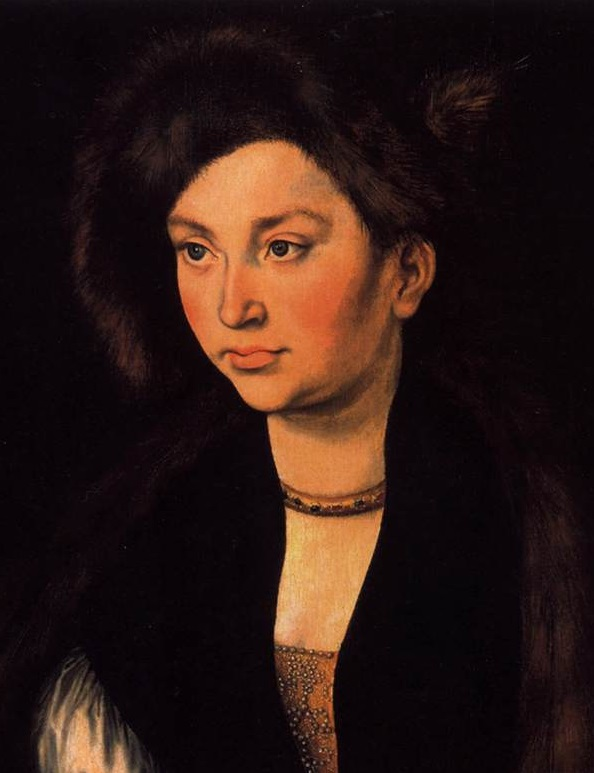
Prințesa Caterina de Saxonia

În 1469 acumularea unei mari datorii cauzate de stilul său de viață l-a obligat să dea ca gaj lui Carol Temerarul (ducele Burgundiei) comitatul Pfirt (moștenit de la străbunica sa), landgrafiatul Alsacia, Freiburg im Breisgau și alte câteva orașe, dar a păstrat Sundgau din sudul Alsaciei și dreptul de răscumpărare a teritoriilor. În 1474 Sigismund a cumpărat comitatul Sonnenberg, de la Eberhard I de Waldburg-Sonnenberg o zonă care va aparține mai târziu landului Vorarlberg.
În 1453 Sigismund a primit oficial, împreună cu el toți ceilalți duci din familia de Habsburg, titlul de Arhiduce de la împăratul Frederic al III-lea care a admis și recunoscut Privilegium maius pe 6 ianuarie la Wiener Neustadt.
În 1484 Sigismund s-a căsătorit cu prințesa în vârstă e 16 ani, Caterina de Saxonia (1468–1524), fiica ducelui Albert al III-lea de Saxonia și a soției sale Sidonia de Boemia.  

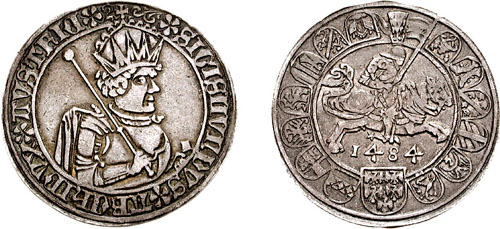
Guldiner - monedă emisă de Monetăria Tirolului în 1484

În același an, Sigismund a mutat monetăria Tirolului de la Merano la Hall în Tirol, ceea ce a inițiat ascensiunea acestui oraș (ca centru al comerțului cu sare și stație navală principală în vest) care a devenit cel mai important oraș comercial din țară. Astfel cel supranumit „bogat în monede” este și „tatăl” monedei numite guldiner, bătută pentru prima dată la Hall în1486, care a fost modelul pentru majoritatea celorlalte monede europene emise în secolele XVI-XVIII. În același timp (ultimul sfert al secolului al XV-lea) Sigismund a transformat și extins Cetatea Firmian de lângă Bolzano într-o monumentală cetate militară numită Sigmundskron, care avea rolul de garnizoană la granița cu nordul Italiei.

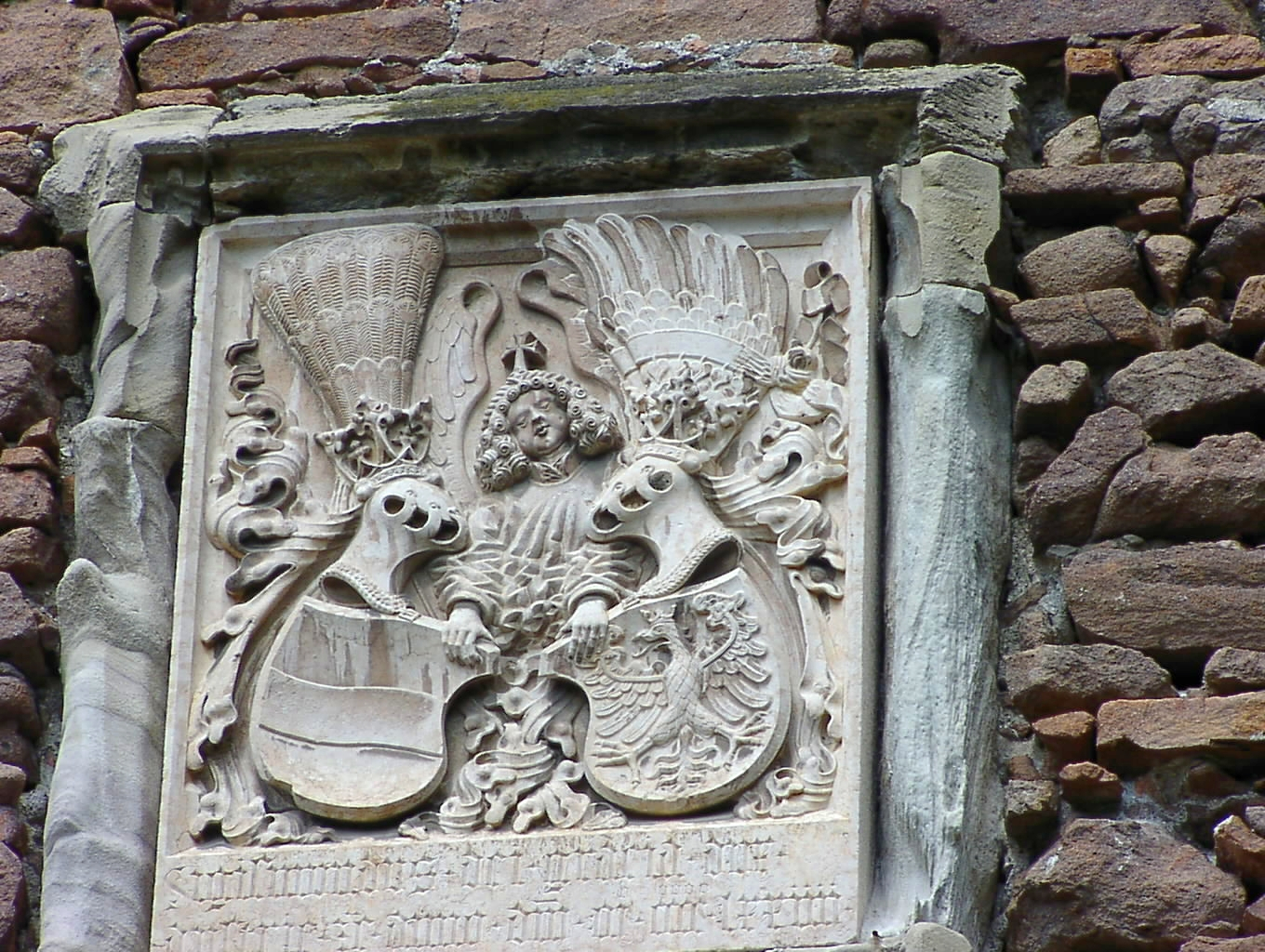
Stema portalului Arhiducelui Sigismund (Cetatea Sigmundskron de lângă Bolzan, datată 1474

Sigismund a promovat la curtea sa scriitori și traducători umaniști, precum și producția de scrieri juridice, istoriografice sau din alte domenii.
În 1486 ducele Georg al Bavariei a cumpărat pentru 52 011 de guldeni de la Sigismund, margrafiatul Burgau, care fusese gajat episcopului de Augsburg. În 1487 ducele Georg împreună cu vărul său Albert al IV-lea, duce al Bavariei Superioare, a cumpărat pentru 50 000 de guldeni de la ducele Sigismund pentru o perioadă de 10 ani administrarea unor domenii ale Tirolului. Toate acestea l-au nemulțumit pe împăratul Frederic al III-lea, care a creat în 1488 Liga șvabă cu scopul de a opri extinderea celor doi duci din familia de Wittelsbach. În 1489, Georg nu numai că a trebuit să plătească 36 000 de guldeni ca preț pentru încheierea păcii cu împăratul, ci a trebuit să renunțe și la margrafiatul Burgau. Pe data de 10 iulie 1489 Georg a încheiat pacea cu Liga șvabă și s-a separat de Albert.

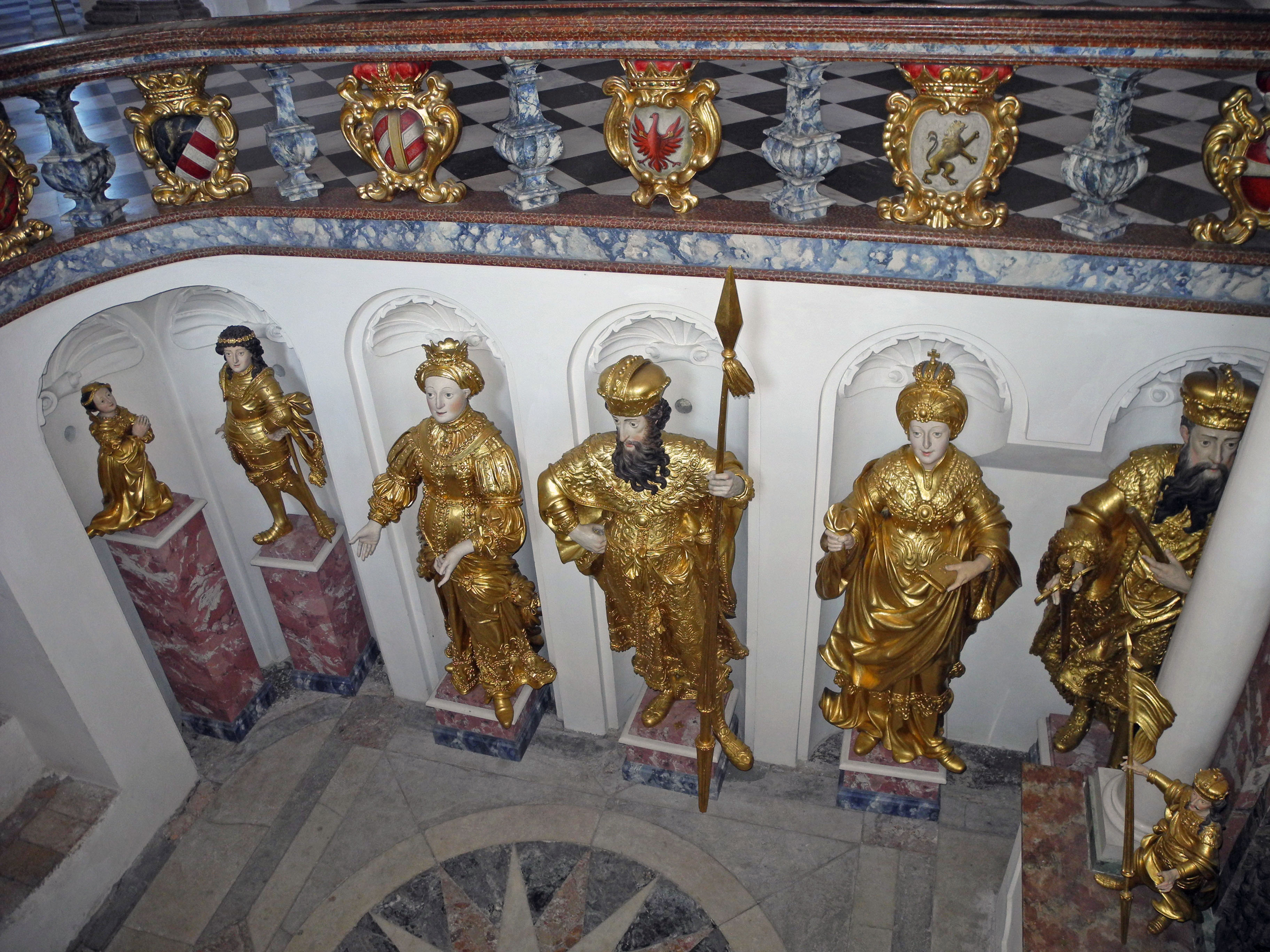
Mormântul Austriac din Mănăstirea Stams (vedere spre partea de nord)

În 1487 Sigismund a atacat Veneția, dar această acțiune nu i-a adus niciun câștig teritorial. O consecință a acestui conflict a fost mutarea importantelor târguri de la Bolzano la Mittenwald. De asemenea, finanțatorului său Georg Gossembrot i-a fost înlesnit câștigul de venituri suplimentare, deoarece Sigismund a emis o instrucțiune în 1488 prin care mărfurile către Augsburg nu mai puteau fi transportate prin Telfs⁠(d) și prin pasul Fern⁠(d) ci doar peste muntele Zirler⁠(d) prin Seefeld și Scharnitz. În 1490, datorită presiunii exercitate de Stările generale din Tirol, Sigismund a trebuit să renuțe la guvernare în favoarea lui Maximilian I (care ulterior a urmat la tronul romano-german după moartea lui Frederic al III-lea, tatăl său) și astfel toate teritoriile habsburgice s-au aflat din nou sub stăpânire unică.
Când arhiducele Sigismund a murit în 1496, ramura tiroleză a liniei leopoldine s-a stins. El a fost înmormântat în Mănăstirea Stams. Una dintre statuile care înconjoară așa-numitul „Mormânt austriac”, îl înfățișează pe Sigismund.

## Căsătorii și descendenți
Sigismund s-a căsătorit pe 12 februarie 1449 cu prințesa Eleonora (1431–1480), fiica regelui Iacob I al Scoției și al soției sale Ioana de Beauford. Din această căsătorie nu au rezultat urmași. Existența unui fiu, Wolfgang, a fost dovedită ca falsă fiind probabil confundat cu fratele mai mare al lui Sigismund cu același nume care a murit la vârsta copilăriei (n./d. 16 februarie 1426).
Căsătoria încheiată pe 24 februarie 1484 la Innsbruck cu prințesa Caterina (1468–1524), fiica ducelui Albert al III-lea de Saxonia și a soției sale Sidonia de Boemia, a rămas, de asemenea,  fără urmași.